# Heliconius vetustus
Heliconius vetustus är en fjärilsart som beskrevs av Butler 1873. Heliconius vetustus ingår i släktet Heliconius och familjen praktfjärilar. Inga underarter finns listade i Catalogue of Life.